# Hillsboro (Indiana)
Hillsboro és una població dels Estats Units a l'estat d'Indiana. Segons el cens del 2006 tenia 483 habitants.

## Demografia
Segons el cens del 2000, Hillsboro tenia 489 habitants, 188 habitatges, i 140 famílies. La densitat de població era de 590 habitants/km².
Dels 188 habitatges en un 37,8% hi vivien nens de menys de 18 anys, en un 60,6% hi vivien parelles casades, en un 10,1% dones solteres, i en un 25,5% no eren unitats familiars. En el 22,9% dels habitatges hi vivien persones soles l'11,7% de les quals corresponia a persones de 65 anys o més que vivien soles. El nombre mitjà de persones vivint en cada habitatge era de 2,6 i el nombre mitjà de persones que vivien en cada família era de 3,02.
Per edats la població es repartia de la següent manera: un 28,2% tenia menys de 18 anys, un 8% entre 18 i 24, un 30,1% entre 25 i 44, un 18,8% de 45 a 60 i un 14,9% 65 anys o més.
L'edat mediana era de 35 anys. Per cada 100 dones de 18 o més anys hi havia 92,9 homes.
La renda mediana per habitatge era de 41.806$ i la renda mediana per família de 46.458$. Els homes tenien una renda mediana de 30.547$ mentre que les dones 23.611$. La renda per capita de la població era de 16.630$. Entorn del 8,5% de les famílies i el 9,5% de la població estaven per davall del llindar de pobresa.

## Poblacions més properes
El següent diagrama mostra les poblacions més properes.